# ساختمان با طبقه نرم

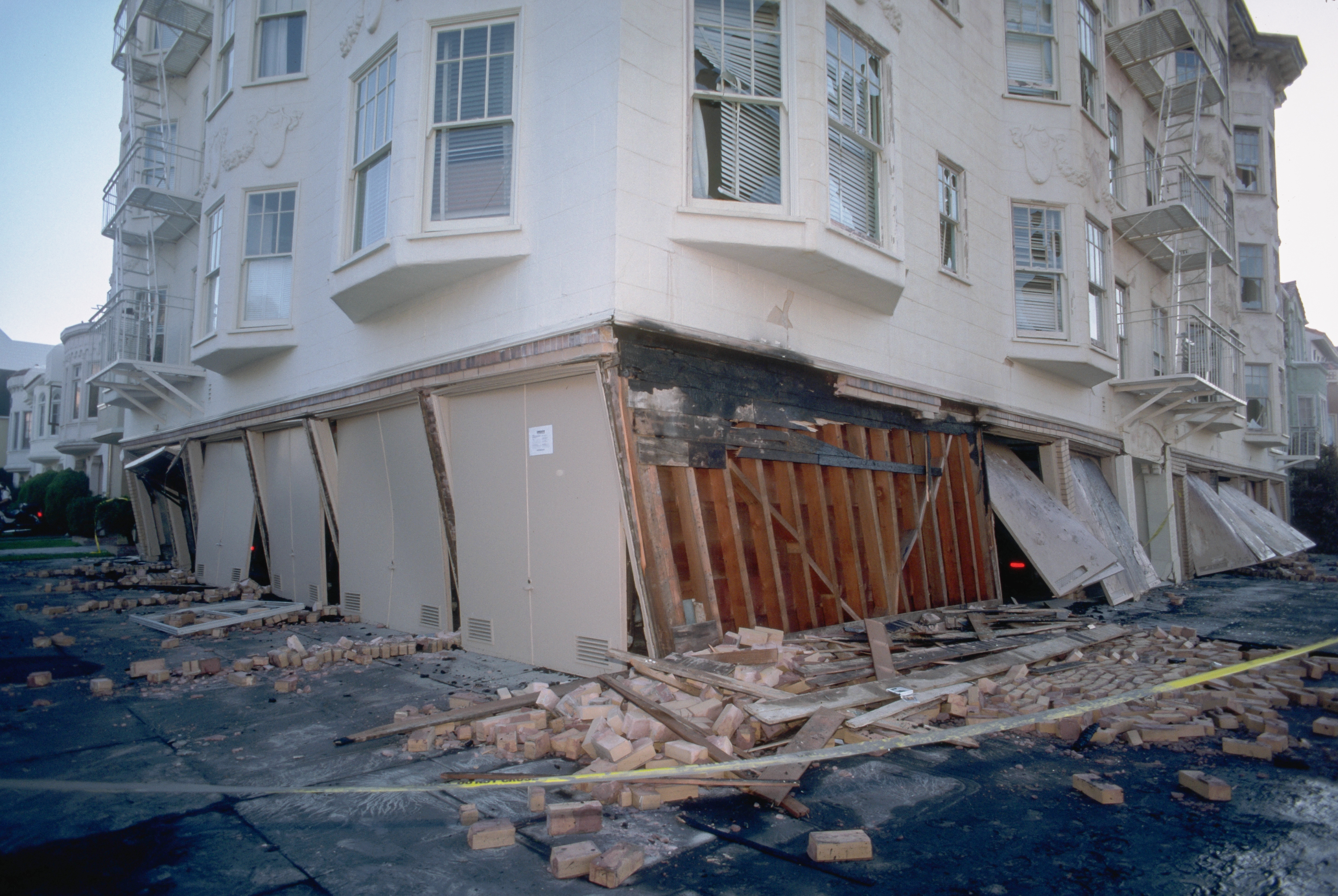
ریزش جزئی طبقه نرم به دلیل مقاومت برشی ناکافی در سطح زمین در طول زلزله لوما پریتا.

ساختمان طبقه نرم ساختمانی چند طبقه است که در آن یک یا چندین طبقه پنجره، درب‌های عریض، فضاهای تجاری بزرگ طویل و عریض دارند که معمولاً برای مقاوم‌سازی در برابر زلزله نیاز به دیوار برشی است. معمولاً یک ساختمان طبقه نرم ساختمان آپارتمانی است که معمولاً سه طبقه و بالاتر است و معمولاً ورودی‌های پارکینگ یا مجموعه‌ای از مشاغل خرده‌فروشی با پنجره‌های بزرگ در همکف قرار دارد دارد. در ایران این طبقه نرم در استاندارد ۲۸۰۰ ایران نیز به همین شکل تعریف شده است.
ساختمانی به ساختمان طبقه نرم تقسیم‌بندی می‌شود که مقاومت طبقه همکف آن کمتر از ۷۰ درصد مقاومت طبقه بالایی آن باشد؛ یا مقاومت آن کمتر از ۸۰ درصد متوسط طبقات بالاتر آن باشد. ساختمان‌های طبقه نرم در زلزله‌های متوسط تا شدید آسیب‌پذیر می‌شوند که به این پدیده فروریختن طبقه نرم برابر گفته می‌شود. سطح مهاربندی ناکافی نسبتاً کمتری نسبت در برابر حرکت جانبی و افقی زلزله دارد، بنابراین مقدار نامتناسبی از رانش کلی ساختمان بر روی آن طبقه متمرکز می‌شود. در معرض تنش‌های جانبی نامتناسب و کمتر قادر به تحمل تنش، کف به نقطه ضعفی تبدیل می‌شود که ممکن است آسیب سازه‌ای یا شکست کامل را متحمل شود که به نوبه خود منجر به فروریختن کل ساختمان می‌شود.

## تفاوت طبقه نرم و خیلی نرم
مطابق ویرایش چهارم استاندارد ۲۸۰۰ ایران طبقه‌ای که سختی جانبی آن کمتر از ۷۰ درصد سختی جانبی طبقه روی خود یا کمتر از ۸۰ درصد متوسط سختی سه طبقه روی خود باشد، «طبقه نرم» و نیز طبقه‌ای که سختی جانبی آن کمتر از ۶۰ درصد سختی جانبی طبقه روی خود یا کمتر از ۷۰ درصد متوسط سختی سه طبقه روی خود باشد، «طبقه خیلی نرم» نامیده می‌شود.
طبقه نرم به طبقه‌ای گفته می‌شود که سختی جانبی در طبقهٔ مذکور از ۷۰ درصد سختی جانبی طبقه روی خود کمتر باشد. همچنین در طبقه‌ای که سختی جانبی آن از ۸۰ درصد متوسط سختی سه طبقه روی خود کمتر باشد طبقه را طبقه نرم می‌نامیم. طبقه ضعیف به طبقه‌ای گفته می‌شود که مجموع مقاومت جانبی طبقه مذکور از ۸۰۰ درصد مقاومت جانبی طبقه روی خود کمتر باشد. مقاومت جانبی هر طبقه برابر است با مجموع مقاومت جانبی کلیهٔ اجزای مقاومی که در برابر برش طبقه مقاومت از خود نشان می‌دهند.

## تخریب در زلزله
طبقه نرم با برداشتن تیغه‌ها و دیوارهای یک طبقه از یک ساختمان همراه است که این طبقه در مقابل طبقات بالایی یکنواخت بوده و نظم و تکرار دیوارها که طبقات بالا دارند را دارا نمی‌باشد؛ به این ترتیب سبب می‌شود که طبقه مذکور درمقابل بارهای جانبی به ضعیف‌ترین طبقه تبدیل شده و کمترین مقاومت را داشته باشد به‌طور کلی سه دلیل زیر سبب تخریب بالای ساختمان‌هایی با طبقه نرم در زلزه می‌شوند:
- بلندی زیاد یک طبقه به نسبت طبقات دیگر
- حذف دیوار برشی یا بادبند در یک طبقه به دلیل ملاحظات معماری یا صرفه‌جویی در هزینه
- ایجاد بازشو در دیوار برشی یک طبقه

### زمین لرزه لوما پریتا ۱۹۸۹
خرابی طبقه نرم دلیل خرابی تقریباً نیمی از خانه‌هایی بود که در زمین‌لرزه لوما پریتا کالیفرنیا در سال ۱۹۸۹ غیرقابل سکونت شدند و پیش‌بینی می‌شد که در صورت وقوع زلزله‌ای در منطقه خلیج سانفرانسیسکو به آسیب شدید و تخریب احتمالی ۱۶۰٫۰۰۰ خانه شود. . از سال ۲۰۰۹ شمار اندکی از ساختمان‌ها در این منطقه تحت مقاوم‌سازی لرزه‌ای نسبتاً ارزان قرار گرفته بودند.

### سیاست‌های کاهش خطر زلزله لس‌آنجلس
پس از ایجاد برنامه مقاوم‌سازی لرزه‌ای اجباری سانفرانسیسکو در سال ۲۰۱۳، لس آنجلس فرمان مشابهی را برای هدف قرار دادن ساختمان‌های آپارتمانی طبقه نرم به تصویب رساند. این مصوبه کاهش آسیب‌های سازه‌ای در صورت وقوع زلزله هدف گرفته بود که باید طبقه‌های نرم با سازه‌های فولادی را مقاوم‌سازی شوند. ساختمان‌های طبقه نرم به عنوان ساختمان‌های اسکلت چوبی موجود با دیوارهای نرم، ضعیف یا جلو باز و ساختمان‌های بتنی غیر شکل‌پذیر موجود در این آیین‌نامه توصیف می‌شوند. اکثر این ساختمان‌ها قبل از سال ۱۹۷۸ ساخته شده‌اند، قبل از اینکه قوانین ساختمانی تغییر کند.

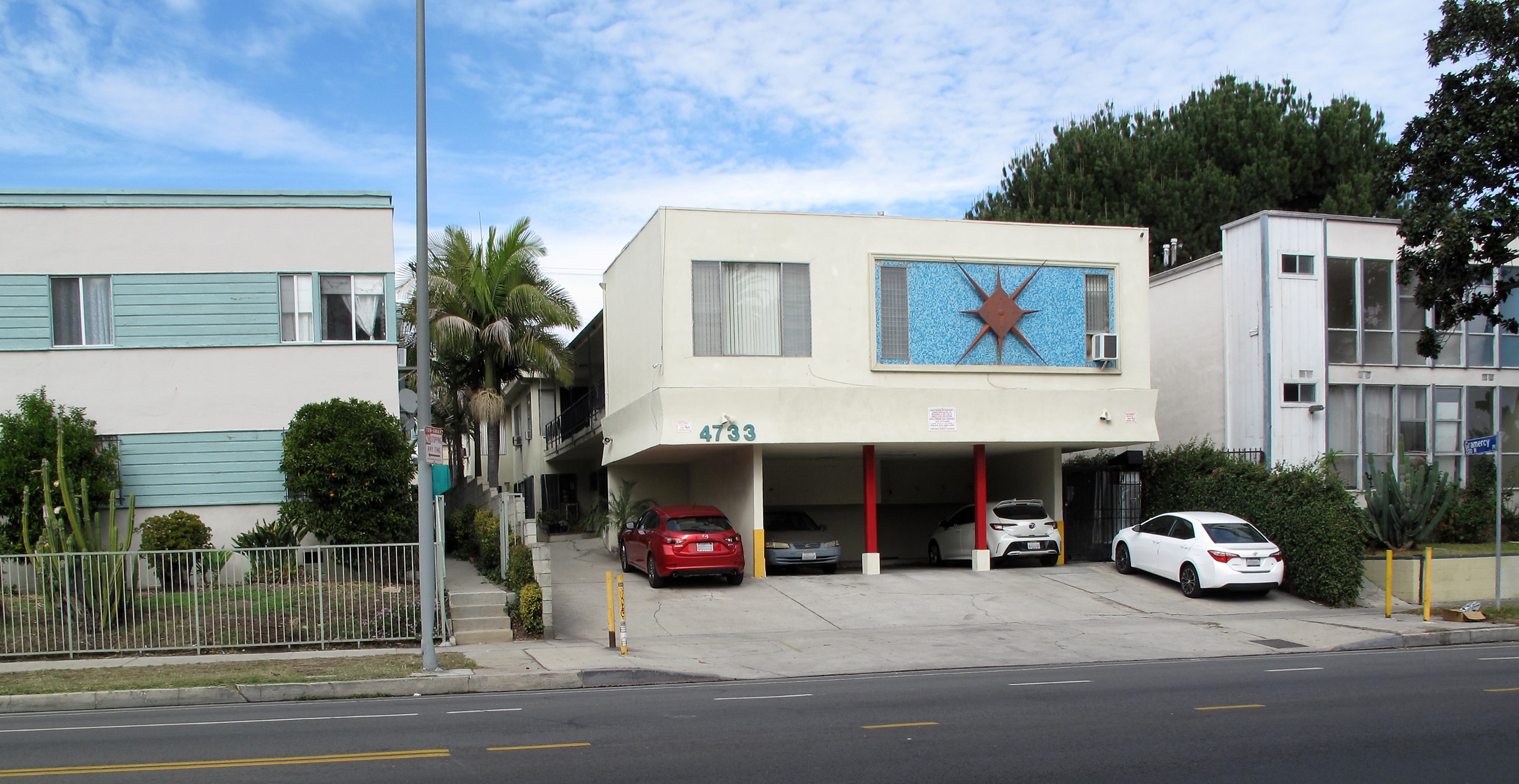
ساختمان مقاوم‌سازی شده در لس آنجلس با ستون‌های جدید و دیوار باربر، ۲۰۲۱

صاحبان املاک لس آنجلس با توجه به اندازه ساختمان‌های خود هدف قرار گرفتند. اولین گروه از احکام در ۲ مه ۲۰۱۶ با شانزده واحد یا بیشتر و بیش از سه طبقه منتشر شد. دومی ۲۲ ژوئیه ۲۰۱۶ با شانزده واحد یا بیشتر و دو طبقه است. سومین ۱۷ اکتبر ۲۰۱۶ با شانزده واحد یا کمتر و بیش از سه طبقه است. چهارمین ۳۰ ژانویه ۲۰۱۷ برای نه تا پانزده واحد است. پنجم ۲۹ می ۲۰۱۷ برای هفت تا هشت واحد است. ششم ۱۴ اوت ۲۰۱۷ برای چهار تا شش واحد است. سپس در ۳۰ اکتبر ۲۰۱۷ کانکس‌ها و ساختمان‌های تجاری دستورات خود را برای رعایت آن دریافت خواهند کرد.
دستور پیروی از نظر قانونی و لجستیکی اهمیتی زیادی دارد زیرا عملاً ساعت معکوس برای مقاوم‌سازی در برابر زلزله را آغاز کرده بود.
در لس‌آنجلس، صاحبان املاک دو سال از تاریخ صدور دستور فرصت دارند تا طرح‌های تأیید شده را ارائه کنند. پس از آن نقطه عطف، آنها ۳٫۵ سال (با احتساب زمان دریافت سفارش) فرصت دارند تا مجوز ساخت را دریافت کنند. تکمیل کل، همان‌طور که با دریافت گواهی انطباق تأیید می‌شود، باید ظرف هفت سال از تاریخ صدور سفارش اصلی به دست آید.
در لس‌آنجلس، صاحبان املاک نیز این امکان را دارند که ساختمان‌های ناسازگار خود را تخریب کنند. طرح‌های تخریب باید ظرف دو سال ارائه شود و مجوز تخریب باید ظرف مدت ۳٫۵ سال (از تاریخ صدور دستور انطباق اولیه) صادر شود و تخریب واقعی باید ظرف مدت هفت سال از دستور انطباق اولیه انجام شود.
در صورت انجام ندادن مقاوم‌سازی تا تاریخ مربوطه شهرداری می‌تواند وارد عمل شده و هر مستأجر این ساختمان را بیرون کرده و سپس ساختمان را تخریب کند و نیز هزینه تخریب ساختمان از مالک دریافت می‌شود. اگر مالک ملک از پرداخت صورت‌حساب امتناع کند، شهر می‌تواند کل ملک را مصادره کرده و آن را بفروشد تا هزینه تخریب (از جمله تمام کارهای پاکسازی مربوطه) و همچنین هرگونه مالیات معوقه‌ای که ممکن است ملک داشته باشد را از آن پرداخت کند. با این حال از آنجایی که ارزش زمین اغلب بالا است خیلی کم پیش می‌آید که مالکان از دستورات شهرداری غفلت کنند.

### زمین‌لرزه ترکیه-سوریه ۲۰۲۳
زمین‌لرزه ترکیه-سوریه سال ۲۰۲۳ خرابی‌های بسیار زیادی را به بار آورد. یکی از مهم‌ترین دلایل حجم خرابی‌ها وجود ساختمان‌های فراوانی بود که طبقه نرم دارند. در سال ۲۰۱۶ رجب طیب اردوغان مقررات ساختمان‌سازی را تعلیق کرد که نقش به‌سزایی در ساختن ناایمن ساختمان‌های طبقه نرم گردید.